# Maximilian Hennig
Maximilian „Maxi“ Sebastian Marc Hennig (* 12. Oktober 2006 in Erding) ist ein deutscher Fußballspieler. Der Abwehrspieler steht als Leihspieler des FC Bayern München beim TSV Hartberg unter Vertrag.

## Karriere

### Verein
Hennig spielte in der Jugend für den FC Ismaning und wechselte 2014 in die Jugendabteilung des FC Bayern München. Dort durchlief er die Nachwuchsmannschaften, für die er in der B-Junioren-Bundesliga antrat. Anschließend lief er für die U-19 in der A-Junioren-Bundesliga auf. Im Juni 2024 unterzeichnete Hennig beim FC Bayern München einen bis Juni 2027 gültigen Vertrag, gleichzeitig wurde er für die Drittliga-Spielzeit 2024/25 an die SpVgg Unterhaching verliehen.
Sein Erwachsenendebüt feierte er Ende Juli in der in der fünftklassigen Bayernliga antretenden Reservemannschaft der Hachinger, ehe er zum Saisonauftakt der dritten Liga bei der 0:3-Auswärtsniederlage bei Borussia Dortmund II am 3. August im Spieltagskader der Profimannschaft stand und in der folgenden Woche beim 2:1-Heimsieg über den FC Ingolstadt 04 von Cheftrainer Marc Unterberger in die Startformation gesteckt wurde. Bis Saisonende kam er zu 26 Drittligaeinsätzen für Unterhaching, das als Tabellenletzter abstieg.
Zur Saison 2025/26 wurde Hennig an den österreichischen Bundesligisten TSV Hartberg weiterverliehen.

### Nationalmannschaft
Unter Christian Wück debütierte Hennig im Oktober 2021 in der deutschen U-16-Auswahlmannschaft, anschließend rückte er in die U-17-Nationalmannschaft auf. Mit dieser nahm er an der U-17-Europameisterschaft 2023 teil, bei der Deutschland den Titel gewann. Als Stammspieler nahm er ebenfalls an der U-17-Weltmeisterschaft 2023 teil, bei der nach Treffern von Paris Brunner und Mannschaftskapitän Noah Darvich im Endspiel Frankreich mit 2:0 besiegt und damit erstmals in dieser Altersklasse der Titel geholt wurde. Im Anschluss stieg er in die deutsche U-18-Auswahlmannschaft auf.
Mit der deutschen U-19-Nationalmannschaft nahm Hennig an der U-19-Europameisterschaft 2025, wo er mit seinem Team das Halbfinale erreichte.

## Titel
- U17-Weltmeister: 2023
- U17-Europameister: 2023